# Kalpana Chawla
Kalpana Chawla, in hindī कल्पना चावला (Karnal, 17 marzo 1962 – Texas, 1º febbraio 2003), è stata un'astronauta indiana naturalizzata statunitense, vittima dell'incidente dello Shuttle Columbia.

## Biografia
Chawla, un'hindu, nacque a Karnal, nello stato dell'Haryana, nell'India settentrionale. In sanscrito Kalpana significa idea o immaginazione. Studiò ingegneria aeronautica al Punjab Engineering College di Chandigarh, presso cui ottenne il Bachelor of Science nel 1982. Nello stesso anno si trasferì negli Stati Uniti per seguire un master in ingegneria aerospaziale, che conseguì nel 1984 all'Università del Texas ad Arlington. Nel 1983 sposò Jean-Pierre Harrison e nel 1990 divenne cittadina naturalizzata statunitense.
Nel 1986 conseguì un secondo master, stavolta in ingegneria meccanica, e nel 1988 il dottorato di ricerca in ingegneria aerospaziale, presso l'Università del Colorado di Boulder. Quell’anno iniziò a lavorare per l'Ames Research Center della NASA in California. Nel marzo del 1995 entrò a far parte degli astronauti della NASA e nel 1996 fu selezionata per il suo primo volo. Partì con lo Space Shuttle Columbia nella missione STS-87 del 1997.
Nel 2000 fu scelta come membro dell'equipaggio della missione STS-107. La missione, prevista per il 2002, fu ripetutamente posticipata fino al 16 gennaio 2003 quando infine partì, concludendosi però con un incidente che le costò la vita insieme agli altri sei astronauti a bordo. Recuperato il corpo senza vita, dopo i funerali venne cremata. L'ultima visita di Chawla in India risaliva alle vacanze di Natale del 1991, quando lei e il marito trascorsero del tempo con la sua famiglia. Per vari motivi Chawla non poté mai tornare in India dopo esser diventata astronauta.

## Carriera

### Prima missione nello spazio

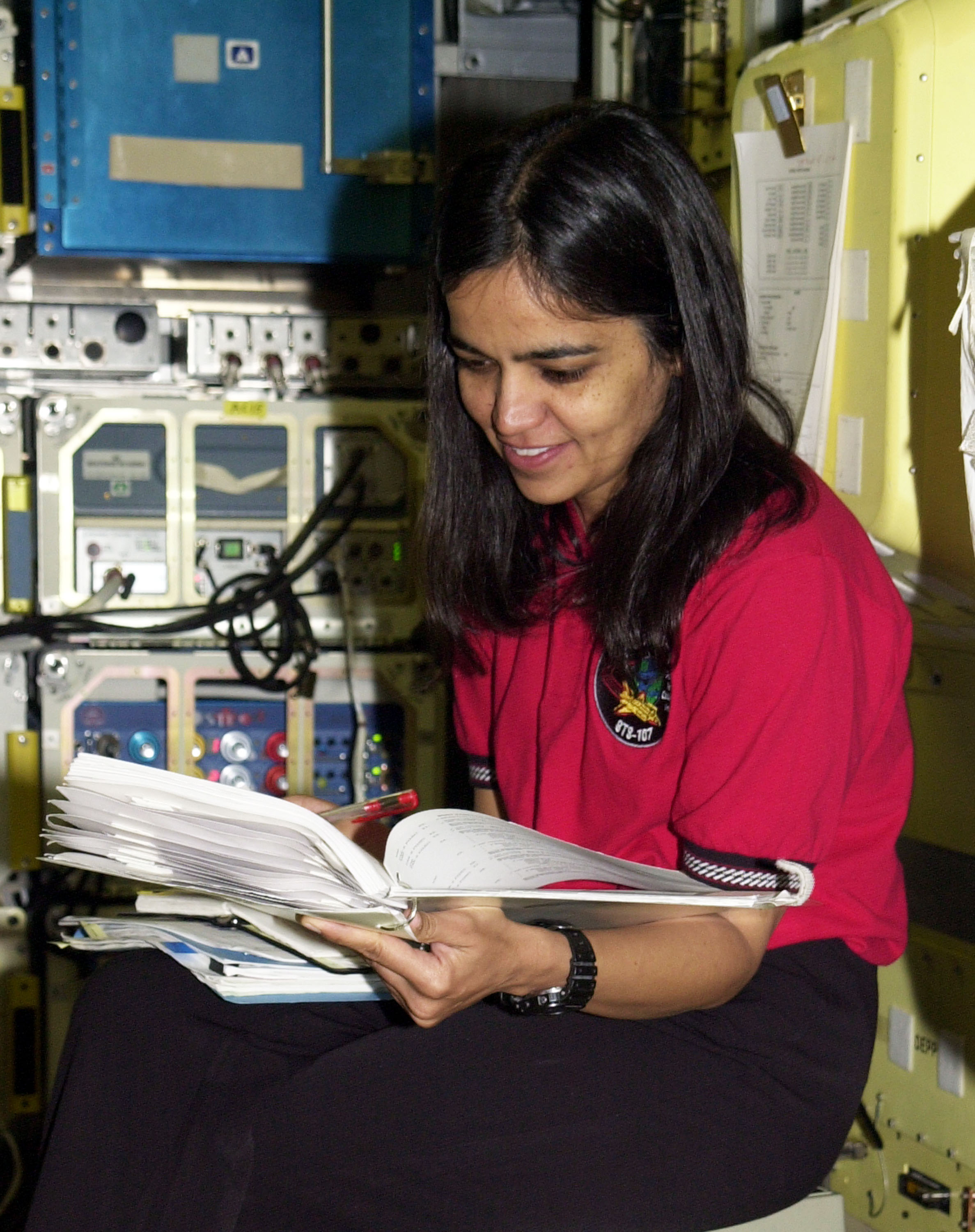
Kalpana Chawla nel simulatore dello Space Shuttle

Nel 1988 Chawla iniziò a lavorare presso l'Ames Research Center della NASA, dove svolse ricerche di fluidodinamica computazionale (CFD) su concetti di decollo e atterraggio verticale e corto (V/STOL). Molta della ricerca di Chawla venne pubblicata in riviste tecniche e presentata a conferenze. Nel 1993 Chawla entrò nella società Overset Methods, Inc. come vicepresidente e ricercatrice specializzata nella simulazione di problemi di movimento di più corpi. Chawla possedeva una qualifica di istruttrice certificata di volo per aeroplani, alianti e licenze di pilota commerciale per aeroplani, idrovolanti e alianti mono e plurimotore. 
Dopo essere diventata cittadina statunitense, ad aprile 1991, Chawla fece domanda per il Corpo degli astronauti della NASA. Entrò a far parte del corpo nel marzo 1995 e venne selezionata per il suo primo volo nel 1997. La sua prima missione spaziale iniziò il 19 novembre 1997, come parte dell'equipaggio di sei astronauti del volo STS-87 dello Space Shuttle Columbia. Chawla fu la prima donna indiana ad andare nello spazio. Mentre viaggiava nell'assenza di gravità dello spazio, pronunciò le seguenti parole: "Sei solo la tua intelligenza".
Nella missione percorse 10,67 milioni di km ruotando 252 volte intorno alla Terra, registrando più di 376 ore (15 giorni e 16 ore) nello spazio. Durante l'STS-87 fu responsabile del dispiegamento del satellite Spartan che non funzionò a dovere, rendendo necessaria una passeggiata spaziale da parte di Winston Scott e Takao Doiper per catturare il satellite. Un'indagine della NASA durata cinque mesi scagionò Chawla, identificando errori nelle interfacce del software e nelle procedure definite dell'equipaggio di condotta e del controllo a terra. 
Dopo il completamento delle attività post-volo della spedizione STS-87, Chawla fu assegnata a posizioni tecniche nell'ufficio degli astronauti per lavorare sulla stazione spaziale.

### L'ultima missione

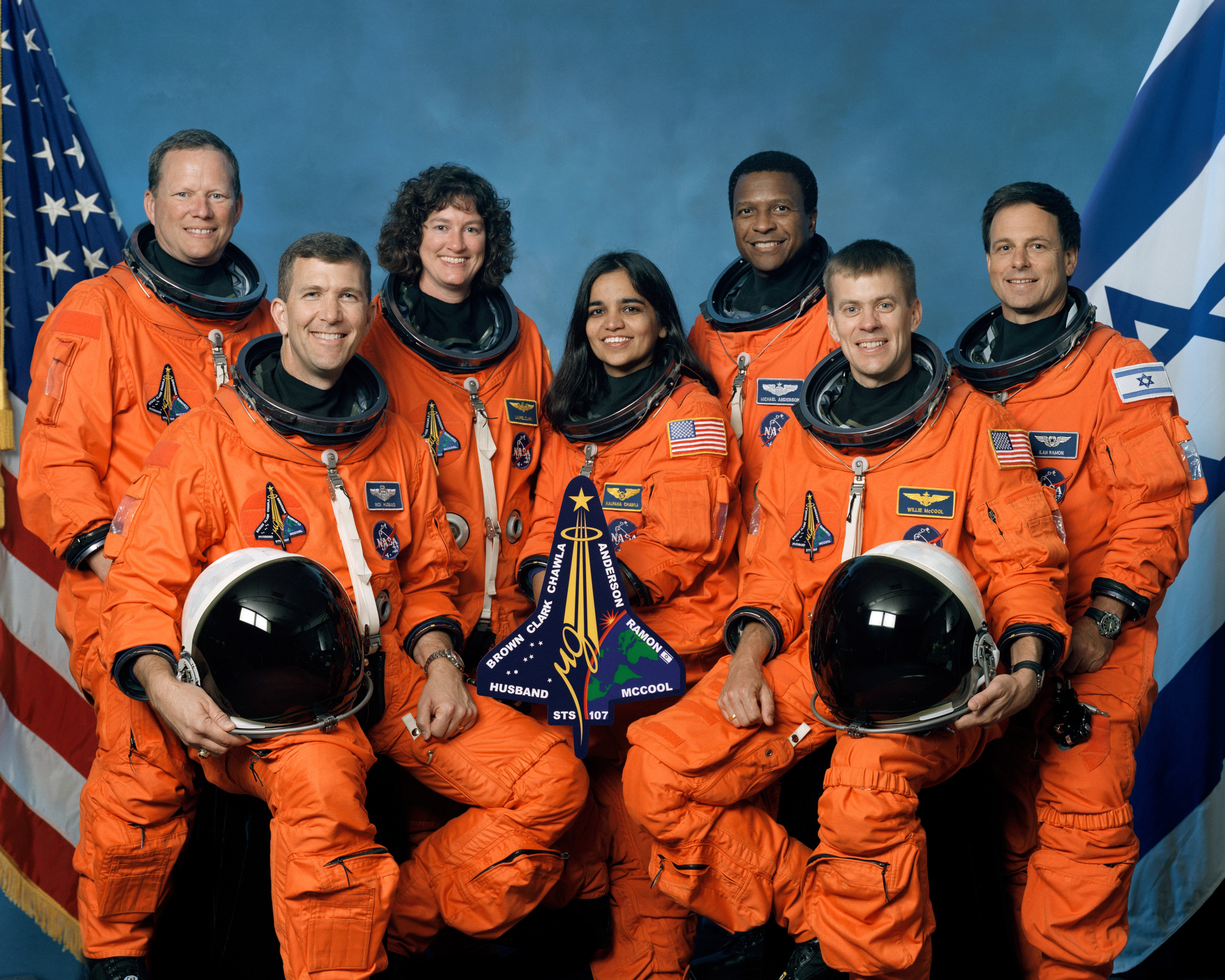
L'equipaggio di STS-107 nell'ottobre 2001. Da sinistra a destra: Brown, Husband, Clark, Kalpana Chawla, Anderson, McCool, Ramon

Nel 2001 Chawla fu selezionata per il suo secondo volo come parte dell'equipaggio dell'STS-107. Questa missione venne ripetutamente ritardata a causa di conflitti di programmazione e problemi tecnici, come la scoperta nel luglio 2002 di crepe nelle camicie di flusso del motore della navetta. Il 16 gennaio 2003 Chawla tornò finalmente nello spazio, a bordo dello Space Shuttle Columbia nella sfortunata missione STS-107. L'equipaggio eseguì quasi 80 esperimenti, studiando la Terra e le scienze dello spazio, lo sviluppo di tecnologie avanzate e la salute e la sicurezza degli astronauti.
Durante il lancio della STS-107, la 28ª missione della Columbia, un pezzo di schiuma isolante si staccò dal serbatoio esterno dello Space Shuttle e colpì l'ala sinistra dell'orbiter. Alcuni precedenti lanci di navette avevano subito danni minori dovuti al distacco di schiuma, ma alcuni ingegneri sospettavano che il danno alla Columbia fosse più grave. I dirigenti della NASA limitarono le indagini, ritenendo che l'equipaggio non avrebbe potuto risolvere il problema se fosse stato confermato.
Il 1º febbraio, quando la Columbia rientrò nell'atmosfera terrestre, il danno permise ai gas atmosferici caldi di penetrare e distruggere la struttura interna dell'ala, il che causò l'instabilità e la rottura del veicolo spaziale. Dopo il disastro, le operazioni di volo dello Space Shuttle furono sospese per più di due anni, esattamente come nel caso del disastro del Challenger. La costruzione della Stazione Spaziale Internazionale (ISS) venne sospesa; la stazione dovette fare affidamento interamente sulla Roscosmos russa, sia per il rifornimento (dopo 29 mesi ripresero i voli Shuttle con STS-114) sia per la rotazione dell'equipaggio (per 41 mesi).
I resti di Chawla furono identificati insieme a quelli degli altri membri dell'equipaggio e furono cremati e dispersi nel Parco nazionale di Zion nello Utah, secondo i suoi desideri.

## Cultura popolare
Mega Icons (2018-2020), una serie televisiva di documentari indiani su National Geographic su importanti personalità indiane, ha dedicato un episodio ai risultati scientifici ottenuti di Chawla.